# Vegar Barlie
Vegar Barlie (født 7. august 1972 i Asker) er en norsk tidligere  ishockeyspiller. Han repræsenterede Vålerenga Ishockey, Lillehammer Ishockeyklubb og Asker Hockey.
Barlie spillede tretten officielle internationale kampe for Norge og deltog i Vinter-OL for Norge i  1994 i Lillehammer med  ellevte plads.
Han blev  drafted af  NHL Club Edmonton Oilers i 1991.